# Roberto Richeze
Roberto Antonio Richeze Araquistain (* 25. Oktober 1981) ist ein argentinischer Straßenradrennfahrer.
Roberto Richeze begann seine Karriere 2007 bei dem italienischen Continental Team Universal Caffé-Ecopetrol. Im nächsten Jahr wechselte er zum Katay Cycling Team und seit 2009 fährt er für die ungarische Mannschaft Betonexpressz 2000-Universal Caffé. In seinem ersten Jahr dort belegte er den fünften Platz beim Grand Prix P-Nívó. 2010 wurde er Sechster beim Grand Prix Donetsk und er gewann die Trophée Princier bei der Challenge du Prince.
Roberto ist der Bruder von Maximiliano, Mauro und Adrian, die ebenfalls Radrennfahrer sind.

## Erfolge
2010
- Challenge du Prince - Trophée Princier

## Teams
- 2007 Universal Caffé-Ecopetrol
- 2008 Katay Cycling Team
- 2009 Betonexpressz 2000-Limonta
- 2010 Tecnofilm-Betonexpressz 2000
- 2011 Ora Hotels Carrera